# Sekundærrute 271
De Sekundærrute 271 is een secundaire weg in Denemarken. De weg loopt van Stubbekøbing via Horreby naar Nykøbing Falster. De Sekundærrute 271 loopt over het eiland Falster en is ongeveer 18 kilometer lang.